# Lycalopex culpaeus magellanicus
Lycalopex culpaeus magellanicus, comúnmente llamado zorro colorado patagónico o zorro culpeo patagónico, es una de las subespecies en que se divide la especie Lycalopex culpaeus, un cánido que habita en el oeste y sur de América del Sur.

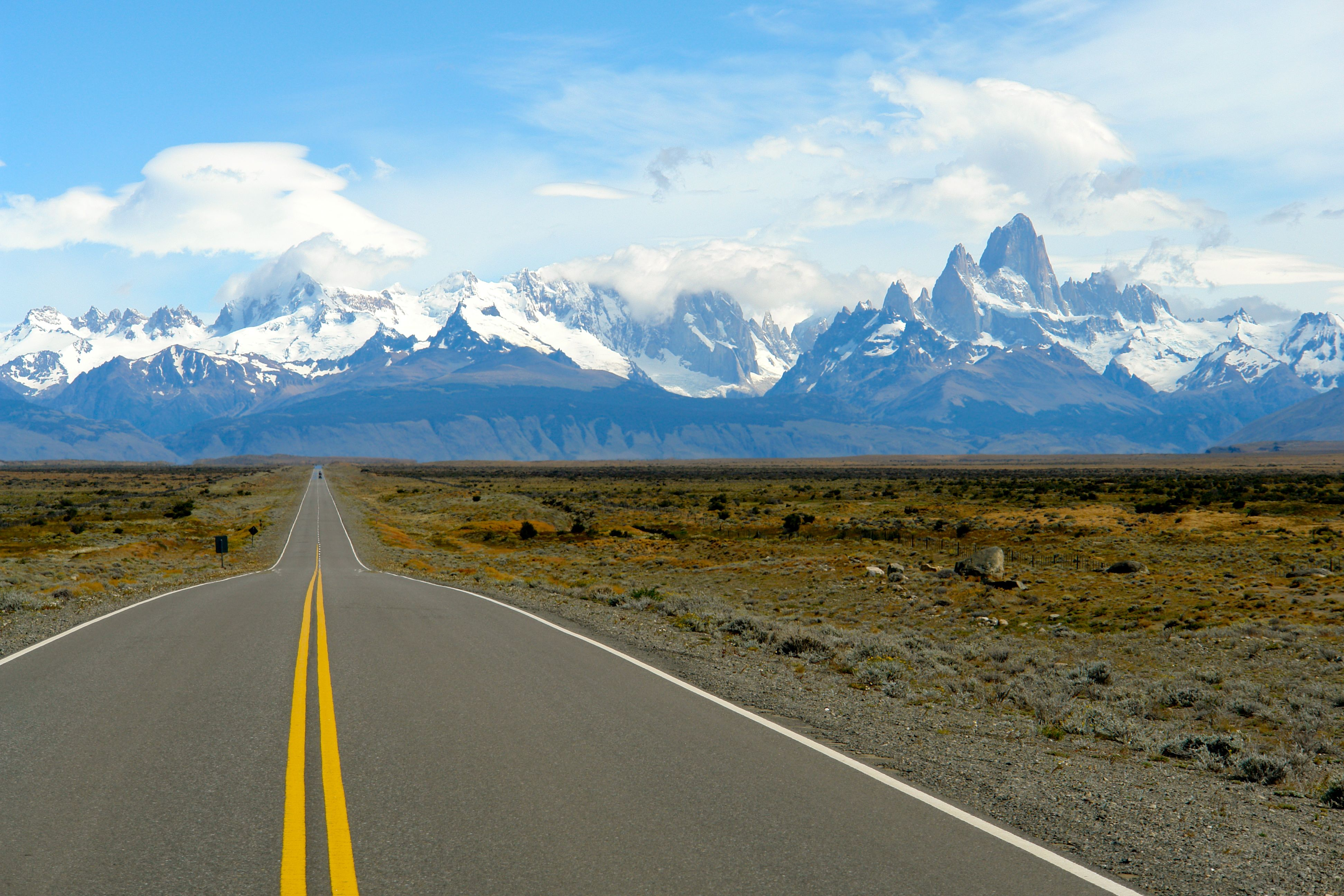
Aspecto de la estepa de la zona de El Chaltén en el Parque nacional Los Glaciares, en Santa Cruz; uno de los hábitats adecuados para esta subespecie.

## Descripción
Esta subespecie tiene el aspecto de un zorro robusto, de cabeza y patas rojizas, vientre, cuello y boca blancos y lomo gris rayado de negro. La cola está muy poblada de pelos grises que se vuelven negros en su punta. En el Parque nacional Torres del Paine se midieron ejemplares de un promedio de cabeza más cuerpo de 739 mm, y un peso de 10 a 14  kg.

## Hábitat
Habita en montañas, praderas, estepas arbustivas, desiertos, y bosques. 

## Distribución
Esta subespecie se distribuye en la parte final de América del Sur continantal, siendo la raza característica de la Patagonia.
En Chile se encuentra a lo largo de la Cordillera de los Andes y en las estepas patagónicas y magallánicas de la Patagonia Chilena, en la Región Aysén del General Carlos Ibáñez del Campo así como también en la Región de Magallanes y de la Antártica Chilena, alcanzando la ribera norte del estrecho de Magallanes, el cual la separa de otra subespecie: Lycalopex culpaeus lycoides la cual habita en el Archipiélago de Tierra del Fuego.
En la Argentina habita en la Patagonia Argentina, en las provincias de: Río Negro en el centro, todo Chubut, y Santa Cruz. Se distribuye a lo largo de la cordillera de los Andes desde el Parque nacional Lago Puelo en el noroeste de Chubut hacia el sur; y en las estepas patagónicas y magallánicas desde Río Negro y con dudas en el sudoeste de La Pampa, hacia el sur y sudeste, alcanzando las costas del mar Argentino a partir del sudeste de Río Negro hacia el sur. En Buenos Aires solo fue encontrado como fósil.
En el siglo XIX esta subespecie limitaba su distribución a las áreas próximas a la cordillera andina. La explosión de la actividad ovina y la introducción de la liebre europea (Lepus europaeus) le significó a este predador el poder contar con alimento abundante todo el año, por lo que estos zorros comenzaron a desplazarse más y más hacia el este, hasta alcanzar las costas atlánticas, donde la especie era desconocida.

## Alimentación
Se alimenta de roedores, conejos, aves y lagartos, y en menor medida de plantas y carroña. En algunas zonas muy antropizadas ataca a los rebaños de ovejas, razón por la cual ha sido perseguido duramente por los ganaderos, que le disparan o envenenan carroñas. Como consecuencia de esto, se ha vuelto muy raro en algunas zonas y en otras se ha extinguido.

## Conservación
Esta subespecie es cazada abundantemente con el doble propósito de contener sus poblaciones impidiendo de este modo que preden sobre las ovejas, y como recurso de peletería. De este modo, desde el año 1996 hasta 2001 se cazaron 30 000 ejemplares, solo en la provincia del Chubut. En la Argentina la SAREM la considera: «potencialmente vulnerable».